# Koen Nyssen
Koen Nyssen (1961–2023) was een Belgisch pacifist, bekend om zijn verzet tegen de militaire dienstplicht en zijn maatschappelijke betrokkenheid.

## Biografie
Koen Nyssen werd geboren in 1961 te Sint-Martens-Voeren en overleed daar in 2023. Hij was zoon van Jaak Nyssen en Elza Nyssen-Vandenabeele, en broer van Jan Nyssen. Koen studeerde land- en tuinbouw in Borgloon.
Hij was actief in linkse en pacifistische kringen in België en maakte naam als totaalweigeraar, waarbij hij zich verzette tegen de verplichte militaire dienstplicht. Zijn activisme bracht hem onder meer in het publieke debat over het recht op gewetensbezwaren en alternatieve dienstvormen.
In 1982 werd hij aangeklaagd bij het Krijgshof wegens zijn weigering om militaire dienst te vervullen, een zaak die veel aandacht kreeg.

## Activisme en maatschappelijke betrokkenheid
Koen Nyssen werkte samen met verschillende vredesorganisaties en was een bekend voorvechter van geweldloos verzet en mensenrechten. Hij gaf interviews en schreef opiniestukken over pacifisme en burgerlijke ongehoorzaamheid.

## Archief
Het persoonlijk archief van Koen Nyssen wordt bewaard in het Amsab-Instituut voor Sociale Geschiedenis te Gent, dat zich toelegt op het documenteren van sociale bewegingen en progressieve organisaties in België.